# Xysmalobium confusum
Xysmalobium confusum är en oleanderväxtart som beskrevs av S. Elliot. Xysmalobium confusum ingår i släktet Xysmalobium och familjen oleanderväxter. Inga underarter finns listade i Catalogue of Life.